# Giuseppe Masini
Giuseppe Masini (* 1. August 1916 in Pisa) ist ein italienischer Filmschaffender.

## Leben
Masini studierte nach einem Abschluss in Rechtswissenschaften an der „Accademia d'Arte Drammatica“ in Florenz. Ab den 1940er Jahren arbeitete er parallel zu seiner militärischen Karriere bei der Luftwaffe als Assistent von Giovacchino Forzano und Luigi Chiarini. Anschließend profilierte er sich als Dokumentarfilmer für das Istituto Luce und führte bei Werbefilmen für die Streitkräfte Regie. 1952 inszenierte er nach eigenem Drehbuch einen ersten Spielfilm, L'ingiusta condanna, dem nur noch zwei weitere Kinowerke folgten, bis er 1961 bei der italienischen Version von Die Herrin von Atlantis die Regie innehatte. In den 1960er Jahren entstanden drei Drehbücher aus seiner Feder; sonst war er als Produktionsleiter aktiv, u. a. bei einigen Filmen Antonio Margheritis.
Nachdem er 1969 die Filmkarriere zugunsten seiner militärischen aufgegeben hatte, kehrte er 1992 für eine Reihe von Fernsehfilmen über die Geschichte der Luftfahrt hinter die Kameras zurück.
Masini ist auch Autor eines Buches über die Luftwaffe Italiens.

## Filmografie (Auswahl)
- 1957: Himmel in Flammen (Il cielo brucia) (Regie, Drehbuch)
- 1960: Die Herrin von Atlantis (Antinea l'amante della città sepolta) (Regie der italienischen Version)
- 1960: Das Schwert des roten Giganten (I giganti della Tessaglia)
- 1967: Der Tod zählt keine Dollar (La morte non conta i dollari) (Drehbuch)